# Хиггинс, Дон
Дон Хиггинс — новозеландский государственный служащий и дипломат, который был назначен администратором Токелау в июне 2022 года. Хиггинс ранее занимал должность Верховного комиссара Новой Зеландии на Соломоновых островах, а с 2014 по 2016 год — Верховного комиссара Кирибати.
1 июня 2022 года министр иностранных дел Нанайя Махута объявила о назначении Хиггинса администратором Токелау.